# Florbal na Světových hrách 2017
Florbal na Světových hrách 2017 byl první soutěžní florbalový turnaj na Světových hrách. Předtím se florbal hrál na Světových hrách jen jako ukázkový sport na Světových hrách 1997 ve finském Lahti.
Turnaj se konal od 27. do 30. července 2017 v polském městě Vratislav a střetlo se v něm šest mužských reprezentací. Kvůli omezené kapacitě soutěží trvaly zápasy jen třikrát 15 minut (místo obvyklých 20 minut) a soupisky byly omezené na 14 hráčů. Ženské týmy nesoutěžily.
V turnaji zvítězila reprezentace Švédska. Český tým skončil na čtvrtém místě.

## Kvalifikace
Jako kvalifikace pro turnaj sloužilo Mistrovství světa ve florbale 2016.
| Kritérium                | Tým       | Poř. MS | Poř. IFF |
| ------------------------ | --------- | ------- | -------- |
| Hostitelská země         | Polsko    | 13.     | 14.      |
| První tři týmy           | Finsko    | 1.      | 1.       |
| První tři týmy           | Švédsko   | 2.      | 2.       |
| První tři týmy           | Švýcarsko | 3.      | 3.       |
| Nejlepší sousední země   | Česko     | 4.      | 4.       |
| Nejlepší neevropská země | USA       | 11.     | 11.      |

## Základní skupiny

### Skupina A
| Poř. | Tým    | Z | V | R | P | VG | IG | +/- | B |
| ---- | ------ | - | - | - | - | -- | -- | --- | - |
| 1.   | Finsko | 2 | 2 | 0 | 0 | 9  | 2  | +7  | 4 |
| 2.   | Česko  | 2 | 1 | 0 | 1 | 14 | 5  | +9  | 2 |
| 3.   | Polsko | 2 | 0 | 0 | 2 | 1  | 17 | −16 | 0 |

### Skupina B
| Poř. | Tým       | Z | V | R | P | VG | IG | +/- | B |
| ---- | --------- | - | - | - | - | -- | -- | --- | - |
| 1.   | Švédsko   | 2 | 2 | 0 | 0 | 23 | 0  | +23 | 4 |
| 2.   | Švýcarsko | 2 | 1 | 0 | 1 | 17 | 3  | +14 | 2 |
| 3.   | USA       | 2 | 0 | 0 | 2 | 0  | 37 | −37 | 0 |

## Vyřazovací fáze

### Pavouk
|  | Semifinále | Semifinále |           |   | Finále | Finále |
|  |            |            |           |   |        |        |
|  |            |            |           |   |        |        |
|  | Finsko     | 2          |           |   |        |        |
|  | Finsko     | 2          |           |   |        |        |
|  | Švýcarsko  | 5          |           |   |        |        |
|  | Švýcarsko  | 5          | Švýcarsko | 5 |        |        |
|  |            |            | Švýcarsko | 5 |        |        |
|  |            | Švédsko    | 7         |   |        |        |
|  | Švédsko    | Švédsko    | 7         | 5 |        |        |
|  | Švédsko    |            |           | 5 |        |        |
|  | Česko      | 2          |           |   |        |        |

### Semifinále
| 29. července 2017 14:30 | Finsko | 2 : 5 (0:1, 0:2, 2:2) | Švýcarsko | WKK Sport Center, Vratislav |  |

| Zpráva |

| 29. července 2017 17:00 | Švédsko | 5 : 2 (0:0, 3:1, 2:1) | Česko | WKK Sport Center, Vratislav |  |

| Zpráva |

### O 5. místo
| 29. července 2017 20:00 | Polsko | 1 : 4 (1:2, 0:0, 0:2) | USA | WKK Sport Center, Vratislav |  |

| Zpráva |

### O 3. místo
| 30. července 2017 11:00 | Finsko | 2 : 0 (0:0, 1:0, 1:0) | Česko | WKK Sport Center, Vratislav |  |

| Zpráva |

### Finále
| 30. července 2017 14:30 | Švýcarsko | 5 : 7 (2:1, 3:4, 0:2) | Švédsko | WKK Sport Center, Vratislav |  |

| Zpráva |

## Konečné pořadí
| Pořadí           | Tým       |
| ---------------- | --------- |
| Zlatá medaile    | Švédsko   |
| Stříbrná medaile | Švýcarsko |
| Bronzová medaile | Finsko    |
| 4.               | Česko     |
| 5.               | USA       |
| 6.               | Polsko    |

## All Star tým
Členy All Star týmu se stali dva Češi, Matěj Jendrišák a Ondřej Němeček.